# Železniški predor Fréjus
Železniški predor Fréjus (imenovan tudi predor Mont Cenis) je 13,7 km dolg železniški predor v Kotijskih Alpah, skozi katerega vozi železnica na relaciji Torino-Modane pod goro Mont Cenis. Njegova povprečna nadmorska višina je 1123 m in poteka pod Pointe du Fréjus (2932 m) in prelazom Col de Fréjus (2542 m).
Začetna predorska cev je bila dolga 12,8 kilometra, kar je dvakrat toliko kot prej najdaljši predor. Vrtanje se je začelo avgusta 1857 iz Bardonecchia in decembra 1857 iz Modane. V začetku gradnje sta bila oba konca v kraljevini Sardiniji-Piemont, vendar se to spremenilo s prenosom Savoie v Francijo leta 1860 (Torinski mir). 26. decembra 1870 so se francoski in italijanski delavci rokovali ko sta se dve ekipi srečali na pol poti: predor je bil usklajen na približno 40 cm vodoravno in 60 cm navpično. Za promet so ga odprli 17. septembra 1871, zato je najstarejši veliki predor v Alpah. Predorska cev je bila podaljšana na sedanjo dolžino leta 1881 z novim okrepljenim vhodom v bolj stabilnih tleh na francoski strani.
Predvideno je bilo, da bo gradnja, pod vodstvom Germaina Sommeillerja, trajala bo 25 let, vendar je bila končana v le 14 letih, zaradi tehničnih inovacij, kot so pnevmatski vrtalni stroji in eksploziv na električni vžig. V zaključnih gradbenih letih je uporaba izuma dinamita še pospešila dokončanje predora. Dva naslednja alpska predora sta bila zgrajena s podobnimi tehnikami: železniški predor Gotthard odprt leta 1882 in predor Simplon leta 1906.
Predor je bil razširjen leta 2010, da bi se omogočilo prevoz tovornjakov s kontejnerji na oprtnih vagonih, v okviru Autoroute Ferroviaire Alpine.
Predor Fréjus ostaja pomemben člen povezave med Rimom in Parizom, preko Torina in Chambéryja. Sledeč razvoju avtomobilov in tovornjakov, je bil zgrajen cestni predor Fréjus po podobni trasi med letoma 1974 do 1980. Prihodnji železniški predor za sistem visokih hitrosti, ki bo izboljšal prevozne zmogljivosti med Francijo in Italijo se načrtuje na precej nižji nadmorski višini, kot del v železniškega projekta za visoke hitrosti Torino-Lyon. 

## Železniški prelaz Mont Cenis
Od leta 1868 do 1871 je železnica obratovana preko prelaza Mont Cenis kot začasna povezava. Kmalu za tem, ko je bil odprt predor Fréjus, so progo čez prelaz ukinili.

## Fortifikacije
Ko je Savoja postala del Francije, je predor Fréjus postal možna lokacija za invazijo iz Italije v Francijo, da bi se izognili težavam preko Mont Cenisa. Zato je bila okoli Modane postavljena izjemna količina utrdb. Fort du Replaton in Fort du Sapey sta bili zgrajeni v poznem 19. stoletju na višinah okoli doline Arc. Leta 1930 so zgradili  Maginotovo linijo utrdb Ouvrage Saint-Gobain, Ouvrage Saint-Antoine in dodatne utrdbe v Le Sappey. 
Bunker ob železniški progi vzhodno od sodobnega vhoda v tunel je postal turistična atrakcija. Maison penchée ('nagnjena hiša') je bila zgrajena leta 1939 za zaščito vhoda v tunel nad skladiščem streliva, povezanim s predorom. Leta 1944 so umikajoči Nemci razstrelili dva železniška vagona znotraj vhoda v predor, kar je povzročilo eksplozijo vhodne zgradbe v temeljih in nastanek nagiba.

## Monumentalni vhod
Prvotni monumentalni vhod na francoski strani predora pri Modane je zdaj manjša turistična atrakcija, ki so jo obšli leta 1881 v korist novega vhoda nekoliko proti vzhodu, v bolj stabilni podlagi. Pred vhod je bil postavljen parni stroj, ki se zdaj nahaja ob cesti.
Prvotni monumentalni vstop na francoski strani predora na Modane je zdaj manjša turistična atrakcija, ki so bili obiti leta 1881 v korist novega vhoda nekoliko proti vzhodu, v bolj stabilno podlago. Parni stroj je bil dan v starem vhodu, ki se zdaj nahaja vzdolž cesti. 

## Film
Manfred Baur, Hannes Schuler: Der Durchbruch. (Memento iz 29. septembra 2010 v internetnem arhivu) Die Eroberung der Alpen, Part 2 (5 delov). 2009 dokumentacija. 45 min